# Pitcairnia mucida
Pitcairnia mucida är en gräsväxtart som beskrevs av Lyman Bradford Smith och Robert William Read. Pitcairnia mucida ingår i släktet Pitcairnia och familjen Bromeliaceae.
Artens utbredningsområde är Colombia. Inga underarter finns listade i Catalogue of Life.